# Петровка (Золочевский район)
Петровка (укр. Петрівка) — село, Одноробовский сельский совет, Золочевский район, Харьковская область, Украина.
Код КОАТУУ — 6322684507. Население по переписи 2001 года составляет 266 (114/152 м/ж) человек.

## Географическое положение
Село Петровка находится в 6-и км от реки Уды (правый берег), на расстоянии в 2 км расположены сёла Ковали, Греси, Борохи, Мартыновка.
В селе несколько прудов.
Рядом проходит автомобильная дорога Т-2103.

## История
- Около 1700 года — дата основания.
- В конце 19 века богодуховский предводитель дворянства граф Николай Владимирович Клейнмихель (1877-1918) для ведения сельского хозяйства, в частности, для выращивания сахарной свеклы для своего сахзавода, выкупил земли вокруг Петровки и соседних Субботино, Рясного, Барановки и Александровки.[1] В сёлах были назначенные графом управляющие экономиями, которые отчитывались о состоянии хозяйств.[1]
- Во время Первой русской революции 1905 года местные крестьяне начали возмущение; Н. Клейнмихель вызвал казачьи части; крестьяне успели разгромить и разграбить экономию в Петровке и частично - в Лютовке. Нескольких человек казаки убили.[1]
- В 1940 году, перед ВОВ, на хуторе Петровка было 77 дворов, два пруда, сельсовет и ветряная мельница.[2]

## Экономика
- Молочно-товарная ферма.

## Объекты социальной сферы
- Клуб.